# Взрыв в Московском метрополитене (1996)
Взрыв в московском метро 11 июня 1996 года — взрыв самодельного взрывного устройства фугасного типа мощностью 500—800 граммов в тротиловом эквиваленте, заложенного под сиденье вагона поезда метро, следовавшего от станции «Тульская» в сторону станции «Нагатинская».

## Ход событий
Поезд успел проехать не более 500 метров от станции метро «Тульская» в сторону «Нагатинской». Пятый (по другим источникам — четвёртый) вагон поезда содрогнулся от взрыва. Самодельное взрывное устройство с часовым механизмом было заложено в передней части вагона под мягким сиденьем, рассчитанным на три человека.
В момент взрыва в вагоне находилось более 50 человек. Вагон раздулся от взрыва, окна вылетели не только в нём, но и в соседних вагонах. В металлическом корпусе вагона образовалась солидная пробоина. Пожара не произошло.
Состав из семи вагонов, в котором находилось 250 человек, потерял управление и остановился. Все пассажиры были эвакуированы по тоннелю через станцию «Тульская».
Повреждённый состав был отбуксирован в депо «Варшавское» для изучения экспертами ФСБ.

## Погибшие и пострадавшие
В результате взрыва погибло 4 человека, в том числе две женщины в возрасте около 60 лет и 50-летний мужчина.
Пострадавшие доставлены в Институт имени Склифосовского и городские больницы NN 9 и 36.
Пострадали 16 человек, пятеро из них были доставлены в реанимацию.
По информации департамента здравоохранения, среди пострадавших — 10 женщин, 5 мужчин и 1 ребёнок — 4-летняя девочка.
Травмы носят «комбинированный взрывной характер, имеются многочисленные переломы, осколочные ранения и невротические реакции. Имеются случаи ампутаций».

## Уголовное расследование
На место взрыва прибыла оперативно-следственная группа УФСБ и совместно с прокуратурой метрополитена произвела осмотр.
Транспортная прокуратура Москвы возбудила уголовное дело по статье УК РФ 213.3 (терроризм).
В оперативно-следственную группу вошли сотрудники ФСБ, Генпрокуратуры, ГВП и МУРа. 
12 июня транспортная прокуратура передала уголовное дело в Следственное управление ФСБ России. 
Подробности расследования сообщались противоречиво. По одним источникам «взрывное устройство было сконструировано так, чтобы при взрыве как можно больше людей получили ранения — оно было начинено мелко нарезанной проволокой из жесткого металла».
По другим источникам «террористы хотели избежать большого количества жертв»:
Взрыв произошел в тот момент, когда в метро было не очень много пассажиров: был предпраздничный день, всех отпустили домой пораньше, многие уехали на дачи, а мужчины смотрели футбольный матч 'Россия--Италия'. К тому же взрывное устройство было заложено так, чтобы причинить как можно меньше вреда. Оно лежало в углу, а не в центре вагона, и часть взрывной волны ушло в его стенки. Бомба была не зажигательная (это во многом и объясняет, почему не загорелся вагон) и не осколочная. Взрыв фугаса пробил большую дыру в полу вагона, взрывная волна шла по полу, и пострадали лишь те, кто сидел в нескольких метрах от эпицентра взрыва.
Можно, конечно, предположить, что бомбу заложили дилетанты. Но это маловероятно. Скорее всего это дело рук профессионалов. Они знали, что произойдет в вагоне после взрыва. Это было просто предупреждение. Кому и о чем — должно узнать следствие.
Время и место закладки бомбы в вагон остались неизвестными. По мнению следователей, сделать это, не привлекая внимания пассажиров и служащих метрополитена, можно было на конечных станциях «Пражская» и «Алтуфьево» или в депо.
Опросив пассажиров взорванного поезда и работников депо следователи попытались составить словесное описание террористов — но из этого ничего не вышло, никто не видел, как закладывалось взрывное устройство. 
12 июня ИТАР-ТАСС со ссылкой на и. о. начальника Центра общественных связей ФСБ Александра Здановича сообщило, что на основании предварительных результатов осмотра места происшествия, произведенного совместно представителями ФСБ, МВД и прокуратуры, оперативники и следователи склоняются к тому, что совершенное преступление носит "политический характер". В пользу этой версии, по словам г-на Здановича, свидетельствует тот факт, что взрыв организован накануне Дня независимости России и в преддверии выборов президента. 
12 июня "РИА-Новости", ссылаясь на осведомленный источник в ФСБ России, сообщило, что эксперты ФСБ не отрицают причастности к взрыву чеченских "непримиримых", которые неоднократно заявляли о своем стремлении продолжать войну "до победного конца, в том числе на территори противника".
Руководитель пресс-службы Московского управления ФСБ Сергей Богданов заявил репортеру «Известий», что правоохранительные органы все больше склоняются к версии о политических мотивах происшедшего. Но, заявил Богданов, нельзя исключать возможности действия и появления «какого-нибудь шизофреника, который потребует от властей десять миллионов долларов, угрожая очередным взрывом».
13 июня 1996 года газета "Сегодня" сообщила, что среди сотрудников правоохранительных органов "циркулирует слух о том, что на "Тульской" действовал пироманьяк-одиночка". 
13 июня газета «Коммерсантъ» сообщила, что правоохранительными органами отрабатывается и «чеченская» версия: в службу «02» позвонил некий кавказец и заявил, что теракт в метро — якобы месть непримиримых чеченцев, и что в ближайшие дни в Москве будет совершено ещё несколько терактов. Удалось засечь номер таксофона, и в результате милиционеры задержали звонившего и его спутника. Один из них оказался уроженцем Грузии, а второй — армянином. Их допросили, но о сути их показаний не сообщалось.

15 июня 1996 г. руководитель группы криминалистов ФСБ, собиравшей улики в вагоне, сообщил корреспонденту «Известий», что «кое-какие следы уже есть, и некоторые направления уже отрабатываются». По другим источникам никаких следов не было: 
По почерку последнего преступления можно сделать вывод: бомбу под сиденье вагона метро закладывал профессионал. Он не оставил практически ни одной улики против себя.
Следователи через агентуру в криминальной среде установили 11 подозреваемых, которые могли быть причастны к организации и исполнению теракта или могли знать, кто его совершил.
В июле 1997 года были задержаны двое неназванных подозреваемых. В ФСБ заявили, что прямых улик против них нет, но эти люди могут «существенно повлиять на ход расследования». Обвинения им не предъявлялись.
Виновные так и не были установлены.

## Политические заявления
Экстренно приехавший на место взрыва мэр Москвы Юрий Лужков заявил: «Этот случай самый варварский, зверский из тех, что только может замыслить бандит». 
В ночь с 11 на 12 июня в метро Лужков сделал заявление для журналистов, в котором сообщил, что взрыв в московском метро - "попытка реакционных сил сорвать выборы в столице", и что "покушение на кандидата в вице-мэры Валерия Шанцева 7 июня и взрыв в метро - это звенья одной цепи".. 
Утром 12 июня на пресс-конференции в мэрии Лужков заявил, что за терактом стоят те, "кто сомневается в своем успехе на выборах и намерены обострить ситуацию для их отмены", "силы, которые хотят вернуть страну в 1917 год, в 30-е годы, в послевоенные годы, во времена очередей, дефицита, зажима свободы и зажима совести": 
Это выгодно тому, у кого очко играет.
Отмены выборов желают те политические силы, у которых эйфория сменилась тревогой и апатией <...> мы не допустим срыва выборов.
Злодеяние носит признаки политической диверсии, поскольку все, что происходит в преддверии выборов, - это политика. Те, кто не хочет выборов или сомневается в их результате, в самой возможности достичь своих политических целей, стремятся обострить обстановку и сорвать выборы.
В ответ, лидер "Трудовой России" Виктор Анпилов, выступив на митинге 12 июня у кинотеатра "Новороссийск", назвал "злым вымыслом" обвинения Лужкова в адрес леворадикальных сил в организации взрыва в московском метро. 
Лидер Союза офицеров Станислав Терехов, выступив на коммунистическом митинге на Лубянской площади, в свою очередь, обвинил Лужкова в организации провокаций, цель которых "сорвать выборы и ввести чрезвычайное положение". 

Газета «Советская Россия» также возмутилась заявлением Лужкова: 
Господни мэр снова "шьёт" политику, недвусмысленно обвиняя в тяжком преступлении оппозицию, не дождавшись результатов расследования, выводов специалистов.
Один из лидеров КПРФ, глава комитета Государственной Думы РФ по безопасности Виктор Илюхин не исключил, что теракт в московском метро преследует цель дестабилизировать ситуацию в РФ накануне выборов. По его мнению, случившееся может быть использовано президентом России Борисом Ельциным как повод для "начала репрессий против оппозиции". По словам Илюхина, "рассматривая множество версий случившегося, нельзя не учитывать противоречия даже внутри правительственного клана". 

Президент Ельцин выразил официальные соболезнования. Эта террористическая акция, по мнению главы государства, имеет целью «повлиять на предстоящие выборы, но они все равно состоятся»: 
До глубины души потрясен известием о террористическом акте в московском метро, в результате которого имеются человеческие жертвы. Дикая, варварская акция в канун выборов направлена на дестабилизацию ситуации в столице, на создание атмосферы неуверенности и страха в России. 
Призываю всех россиян не поддаваться провокациям. Лучшим нашим ответом на происки экстремистов будет голосование 16 июня, голосование за гражданский мир, за стабильность, за будущее России. 
Организаторы преступления против мирных, ни в чем не повинных людей, в том числе женщин и детей, понесут заслуженное наказание.

13 июня «Российская газета» отметила, что никто не взял на себя ответственность за взрыв и, следовательно, «преступники ставили своей целью не шантаж, не выдвижение политических условий, а только создание атмосферы страха»: 
Похоже, что кто-то намеренно создает в стране накануне выборов атмосферу страха и неуверенности. Ведь в воскресенье люди могут просто испугаться и не прийти на избирательные участки. А еще один взрыв у избирательных урн - и выборы просто могут быть признаны недействительными. Страну столкнут к хаосу, расколу, настоящей гражданской войне. Кто не уверен в честной победе, тот запаливает бикфордов шнур.
По мнению директора Института социологии парламентаризма Нугзара Бетанели, "это событие не выгодно ни президенту Ельцину, ни Зюганову". "Надо искать заинтересованность в этом какой-то третьей стороны", - подчеркнул он. 
13 июня "Интерфакс" передало, что во время записи передачи "Президентские выборы-96" в студии Общественного российского телевидения лидер ЛДПР Владимир Жириновский заявил: "Кто устраивает эти террористические акты в метро? Это делают спецслужбы, специально, чтобы обосновать возможность введения чрезвычайного положения с 17 июня или 4 июля". Центр общественных связей ФСБ расценил это высказывание как "абсурдное". 

Генеральный прокурор Юрий Скуратов, министр внутренних дел Анатолий Куликов и директор ФСБ Михаил Барсуков выступили с совместным заявлением, в котором говорилось, что правоохранительные органы 
твердо стоят на позиции неукоснительного соблюдения Конституции, действующего законодательства, безусловного обеспечения конституционного права российских граждан на свободное волеизъявление. <...> Будут решительно пресекаться все посягательства на государственную и общественную безопасность, иные действия, имеющие целью нарушить нормальную работу избирательных комиссий, оказать давление на членов комиссий и избирателей.
Михаил Леонтьев в статье «Предвыборный террор» в газете «Сегодня» продолжал обвинять коммунистов: 
Совершенно очевидно, что естественной и логичной целью взрыва является дестабилизация, создание обстановки страха и недовольства властью. Никаких резонов отменять выборы у нынешнего президента нет — он очевидно выиграл предвыборную кампанию. Не секрет, что именно надежда на стабильность и страх катастрофы в случае прихода коммунистов — один из важнейших стимулов голосования за нынешнего президента. "Разгул терроризма", "бессилие режима, не способного сдержать волну насилия" — это последняя надежда оппозиции. Эйфория в начале избирательной кампании коммунистов заставила их отложить в сторону традиционные классовые средства борьбы — террор и провокацию. А теперь уже, наверное, поздно.

Газета «Правда» связала этот теракт с идеями отмены выборов: 
Месяц назад известное «обращение тринадцати» тоже было кое-кем публично истолковано как предложение ради «гражданского мира» отказаться от выборов. А ведь одновременно с ними о том же — и без обиняков — говорили иные двух- и трехзвездные генералы.
Заметьте! Из противоположных секторов политического пространства никто подобных предложений не вносил.
...Неуютно! Кто-то исподтишка стреляет и взрывает прицельно и наверняка. Другие мечут громы и молнии — как правило, не по адресу. Но то и другое звучит тревожно.
По словам Пола Хлебникова, взрыв произошёл в разгар президентской кампании, и сторонники Бориса Ельцина попытались возложить вину за этот теракт на «экстремистски настроенных коммунистов».
Хлебников отмечал, что взрыв произошёл на следующий день после публикации второго «Письма тринадцати», в котором российские олигархи во главе с Березовским жёстко критиковали Зюганова.

## Последствия
Руководство правоохранительных органов объявило о том, что усилит охрану московского метрополитена «и других объектов жизнеобеспечения города». 
Московская милиция и силы ФСБ приведены в состояние повышенной боевой готовности. Сотрудники МВД и охрана метрополитена находятся в режиме 12-часовой рабочей смены.
На конечных станциях после высадки пассажиров сотрудники милиции осматривали каждый вагон, в том числе поднимали сиденья в поисках подозрительных предметов. 
Машинистам было строго наказано тщательно проверять на конечных станциях, все ли пассажиры покинули поезд. 
Со станций метро убрали мусорные урны, в которые, как считают, удобнее всего помещать взрывные устройства.
Журналисты отмечали, что москвичи «по-прежнему пользуются подземкой совершенно бестрепетно».
Взрыв в туннеле между станциями «Тульская» и «Нагатинская» стал первым в серии терактов на транспорте, которые были совершены в России 1996-97 годах. 28 июня взорван автобус в Нальчике, 11 и 12 июля были взорваны московские троллейбусы, потом взрывали железнодорожные поезда и вокзалы. Специалисты называли все эти взрывы «транспортной войной» и проявлениями «слепого» терроризма: никто не брал на себя ответственности за них.